# Pris de court
Pour plus de détails, voir Fiche technique et Distribution.
Pris de court est un film dramatique français réalisé par Emmanuelle Cuau, sorti en 2017.

## Synopsis
Nathalie, veuve avec deux fils (15 et 8 ans), arrive de Toronto à Paris, où elle n'a pas de liens, pour exercer sa profession de joaillière.
Elle a tout organisé lorsqu'elle apprend que, finalement, elle n'est plus embauchée. Mais elle ne dit rien à ses enfants.
Commencent une errance et des mensonges : Nathalie devient serveuse sans l'apprendre à ses fils, dont l'aîné fait office de coursier pour un trafiquant de drogue.

## Fiche technique
- Titre : Pris de court
- Réalisation : Emmanuelle Cuau
- Scénario : Emmanuelle Cuau, Éric Barbier, Lise Bismuth-Vayssières et Raphaëlle Desplechin
- Musique : Alexandre Lecluyse
- Montage : Anja Lüdcke
- Photographie : Sabine Lancelin
- Décors : Véronique Barnéoud
- Costumes : Dorothée Lissac
- Producteur : Julie Salvador
- Production : christmas in july  et ad vitam, en association avec Cinéventure 1
- Distribution : ad vitam
- Pays :  France
- Durée : 85 minutes
- Dates de sortie : 29 mars 2017 ( France)

## Distribution
- Virginie Efira : Nathalie Nevers
- Gilbert Melki : Fred
- Renan Prévot : Paul, le fils aîné de Nathalie
- Jean-Baptiste Blanc : Bastien, le fils cadet de Nathalie
- Zacharie Chasseriaud : Léo
- Marilyne Canto : Muriel
- Mireille Perrier : Mme Nollet
- Olivier Cruveiller : le patron de la brasserie
- René Remblier : Ben
- Yvonnick Chedemois : César